# Karl Klare
Karl Klare (* 14. September 1922 in Mellinghausen, Landkreis Grafschaft Diepholz; † 11. August 1995 in Bremen) war ein deutscher Politiker (CDU) und Mitglied des Niedersächsischen Landtages.
Nach dem Ende der Volksschule besuchte Karl Klare zunächst die Landwirtschaftsschule in Sulingen, später die Höhere Landbauschule in Celle und schloss als Landwirtschaftsmeister ab. Er wurde in der Gemeinde Mellinghausen Bürgermeister und Mitglied des Diepholzer Kreistages und Kreisausschusses. Vom 20. Mai 1963 bis 20. Juni 1978 war er Mitglied des Niedersächsischen Landtages (5. bis 8. Wahlperiode).
Sein Sohn Karl-Heinz ist ebenfalls CDU-Politiker und seit 1986 Mitglied des Niedersächsischen Landtages.

## Öffentliche Ämter
Klare war Vorsitzender der Volksbank Mellinghausen, Vorstandsmitglied des Niedersächsischen Landvolkverbandes und Mitglied des Kuratoriums der Harzwasserwerke.